# Rossby-Zahl
Die Rossby-Zahl {\displaystyle {\mathit {Ro}}} (nach Carl-Gustaf Rossby; nicht {\displaystyle R_{0}}) ist eine dimensionslose Kennzahl, die vorwiegend in der Geophysik bei ozeanografischen und atmosphärischen Phänomenen verwendet wird. Mit ihr kann der Einfluss des Corioliseffekts auf eine rotierende Bewegung beurteilt werden.
Die Rossby-Zahl beschreibt das Verhältnis von Trägheitskraft zu Corioliskraft:
{\displaystyle {\mathit {Ro}}={\frac {F_{\text{träg}}}{F_{c}}}}
Sie ist definiert als:
{\displaystyle {\mathit {Ro}}={\frac {U}{L\cdot f_{\mathrm {C} }}}}
in Abhängigkeit von
- der charakteristischen Geschwindigkeit {\displaystyle U}
- der charakteristischen Länge {\displaystyle L}, auf der sich das betrachtete Phänomen an der Erdoberfläche abspielt
- dem Coriolis-Parameter {\displaystyle \textstyle f_{\mathrm {C} }=2\cdot \omega \cdot \sin \phi } ,

wobei {\displaystyle \phi } die geographische Breite ist.
Je nach betrachtetem Phänomen kann sich die Rossby-Zahl um mehrere Größenordnungen unterscheiden. Eine kleine Rossby-Zahl bedeutet einen großen Einfluss der Corioliskraft auf das betrachtete System, während bei einem größeren Wert andere Kräfte überwiegen. Beispielsweise ist der Wert der Rossby-Zahl in Tornados groß (≈ 103), in Tiefdruckgebieten klein (≈ 0,1 bis 1). Für große Rossby-Zahlen ({\displaystyle {\mathit {Ro}}\gg 1}) lässt sich die Erdrotation vernachlässigen.